# Burg Martinice
Die Ruine der Burg Martinice (deutsch Martinitz) befindet sich im Ortsteil Martinice der Stadt Votice im  Okres Benešov (Tschechien).

## Geschichte
Die Burg, 1318 erstmals schriftlich erwähnt, stand nordöstlich der heutigen Kirche und war ursprünglich Sitz der Ritter und Grafen von Martinitz (z Martinic). Sie enthielt früher einen großen Bergfried. Im Inneren befand sich ein dreiflügeliger Bau, die Mauern waren mit zwei kleineren Türmen bewehrt. 
Die erste schriftliche Urkunde nennt Boleslav Redhorst von Smetschno und Martinitz (Boleslav Ředhošť ze Smečna a Martinic), höchster Richter, als Eigner der Feste. Sein Sohn fiel am  28. September   1322  in der Schlacht bei Mühldorf. Seine weiteren Söhne tauschten das Familienvermögen mit Nikolaus von Nazic. 
Die Besitzer wechselten bis in das 15. Jahrhundert. Nachdem der bisherige Eigner Brutius von Beneschau (Brutius z Benešova) 1439 gestorben war, übereignete es König Ladislaus Postumus an Hynek von Martinitz (Hynek z Martinic). 1523 starb er und Martinice wechselte zum wiederholten Mal den Besitzer, jedenfalls wird 1528 Jaroslav Konárovský z Libanic als Halter der Ländereien genannt, es folgte kurze Zeit darauf Ritter Václav Předbor na Janovicích, der es mit seinen Höfen in Janovice vereinigte. 1548 hieß der neue Besitzer Jan z Řičan. 
Vermutlich wurde die Burg später verlassen. Heute existieren nur noch Ruinen. Bis Ende des 19. Jahrhunderts soll sie zwar noch gut erhalten gewesen sein, das Material wurde aber Jahre darauf als Baustoff für neu entstandene Siedlungen verwendet, so etwa 1862 zum Bau der Schule. 